# MTV Unplugged (album Margaret)
MTV Unplugged – zapis z koncertu o tym samym tytule artystki Margaret. Płyta ukazała się 26 kwietnia 2023 roku. Koncert zarejestrowano w Teatro Cubano w Warszawie 14 grudnia 2022 roku. Był on podsumowaniem 10 lat pracy artystycznej. Album zawiera 2 duety, w których udział wzięli: Otsochodzi i Kayah.

## Lista utworów
1. „Cool Me Down”
2. „Ej chłopaku”
3. „In My Cabana”
4. „Byle jak”
5. „Woman(inne języki)” (Doja Cat cover)
6. „Tak na oko”
7. „Roadster”
8. „Tempo”
9. „Niespokojne morze”
10. „Reksiu” (oraz Otsochodzi)
11. „Thank You Very Much”
12. „What You Do”
13. „Serce Baila”
14. „Heartbeat”
15. „Vino” (oraz Kayah)

## Twórcy
- Margaret – wokal
- Archie Shevsky – kierownictwo muzyczne, aranżacje utworów, wokal
- Tymoteusz Krajniak – bębny
- Mateusz Tomaszewski – bas
- Arek Grygo – pianino
- Jose Torres – bębny
- Bartek Pająk – bębny
- Łukasz Belcyr – gitara
- Kacper Budziszewski – gitara
- Tomasz Busławski – saksofon
- Kuba Gumiński – puzon
- Daniel Orlikowski – trąbka
- Justyna Jarzębińska – wokal
- Dorota Theisebach – wokal
- Jowita Łasecka – wokal